# Tara-kanyon
A Tara-kanyon (montenegróiul: Kanjon Tare, szerb cirill betűkkel: Кањон Таре), más néven a Tara-szurdok, a Tara folyó kanyonja, amely nagyrészt Montenegróban, kisebb részben Bosznia-Hercegovinában található. A kanyon legvonzóbb része a Ljubišnja hegység magas sziklái, amelyek az UNESCO világörökség részét képező Durmitor Nemzeti Parkban találhatók. Az „Európa könnye” néven ismert Tara folyó szurdoka a második legmélyebb kanyon Európában a dagsztáni Szulak-kanyon mögött, és az egyik legmélyebb kanyon a világon. 

## Földrajza

### Jellemzői
A park jobb és bal oldala a Mojkovac város melletti Crna Poda ponton a Pljevlja községhez tartozik. A kanyon a montenegrói Bistrica közelében lévő Bistricától a bosznia-hercegovinai Foča községhez tartozó Humig húzódik, több mint 82 kilométer hosszan. Az utolsó 36 kilométer alkotja a Bosznia-Hercegovina és Montenegró közötti határt. A kanyon akár 1300 méter mély is lehet. A Tara folyó kanyonja Európa egyik legmélyebb folyóvölgye. A kanyonban sziklás és kavicsos teraszok, homokos strandok, magas sziklák és több mint 80 nagy barlang található. 
Montenegrón belül a kanyon a Durmitor Nemzeti Park részeként védett, és az UNESCO világörökség része. 

### A Tara folyó
A Tara folyónak a Piva folyóval való összefolyásánál, Hum közelében jön létre a Drináva, előbbi ezen a ponton már mintegy százötven kilométer hosszú. A parkban a folyó átlagos esése 3,6 méter/kilométer, számos vízeséssel, 2. és 4. kategóriájú vadvizekkel.
A 158 kilométer hosszan elnyúló Tara folyó 14 folyó vizét gyűjti össze, 69 zuhataggal és több mint 40 vízeséssel büszkélkedhet, köztük a kiemelkedő Crna Vrela, Bijela Vrela, Djavolje Lazi, Szokolovina és Bijeli Kamen. A folyó nagy mennyiségű vizet kap a bőséges forrásokból és néhány rövid mellékfolyóból. A legfontosabb bal parti mellékfolyók a Ljutica és a Sušica, míg a legfontosabb jobb parti mellékfolyók a Vaskovaćka Rijeka és a Draga. A legfontosabb forrás a jobb parton található Bajlovića Szige, amely másodpercenként néhány száz liter vízzel járul hozzá a vízhozamhoz. A Bučevica-barlangból kiömlő víz több mint harminc méter magasról és több mint százötven méter szélességben zuhan alá a Tarába. A vízesés morajlása a kanyon csúcsairól is hallatszik. A több mint negyven vízesés közül a leghíresebbek a Đavolje Lazi, a Sokolovina, a Bijeli Kamen, a Gornji Tepački Buk és a Donji Tepački Buk.
Vízminősége és egyedülálló ökológiai rendszere miatt a Tara szurdokvölgye 1977-ben az UNESCO elismerését nyerte el az „Ember és bioszféra” program („Čovjek i biosfera”) részeként, és bekerült a világ ökológiai bioszféra rezervátumai közé, nemzetközi egyezmény keretében védve. A folyó a Drina folyóval együtt a fokozottan védett dunai galóca fő élő- és ívóhelye Európában.

### Vita a gátról
A montenegrói kormány és a Bosznia-hercegovinai Szerb Köztársaság tervei szerint a szurdok jelentős részét el akarnák árasztani, és egy vagy több vízerőművet akartak építeni a Drinán és esetleg a Tarán. Bosznia-Hercegovinában a Drina folyón gátak építésének tervét még mindig nem vetették el.
Az egyik tervezett gát Buk Bijela falunál, mintegy 15 kilométerre a montenegrói határtól és a Tara és a Piva folyó összefolyásától folyásirányban épült volna meg, bár a sikeres tiltakozások után 2005 áprilisában látszólag elvetették, de 2018-ban újra fontolóra vették a tervet. A Fočában létrehozott HE Buk Bijela vállalatnak 2018-ban adtak koncessziót. 2006 szeptemberében a szlovén Petrol vállalat és a montenegrói Montenegro-bonus vállalat közötti együttműködési megállapodás egy 40-60 megawattos vízerőmű építését írta elő.
2019 májusában a Banja Luka-i kerületi bíróság a CEE Bankwatch Network által benyújtott panaszra adott ítéletével törölte a Buk Bijela HPP környezetvédelmi engedélyét. A döntés ellenére Radovan Višković, a Szerb Köztársaság miniszterelnöke 2020 januárjában kijelentette, hogy hamarosan bejelentik az előkészítő munkálatok hivatalos megkezdését. A projekt megvalósítása felgyorsulhat a Szerbiával való együttműködésnek köszönhetően, amely 2019 júliusában vállalta, hogy 153,5 millió eurót fektet be több vízerőmű-projektbe, köztük a Buk Bijelába.

## Vízisportok
A kanyon a Tara folyó rafting útvonalának része. Az egynapos rafting útvonal Brstnovicától Sćepan Poljéig tart, hossza 18 kilométer. A kanyonnak ezen a szakaszán a legmeredekebb a folyó esése, és a Tara ezen szakaszának 50 zuhatagából 21-et tartalmaz. A zúgók a Brstanovići, a Pećine, a Celije és a Vjernovički. A hosszabb rafting útvonal 100 kilométert tesz meg. Az útvonal a Ljutica-vízesésnél kezdődik, és a monumentális méretű, műemlék Đurđevića híd betonívei alatt 170 méterrel halad át. Ezután a régi római út és a Lever Tara következik. A „Funjički Bukovi” és a „Bijele Ploče” zuhatagokat a „Nisovo Vrelo” követi, a kanyon legmélyebb része. Tovább haladva a Curevac-hegy alja következik, amely 1650 méter magasra nyúlik.
2005-ben és 2009-ben az Orbász és a Tara folyókon rendezték meg Bosznia-Hercegovinában a rafting Európa-bajnokságot.

## Fordítás
- Ez a szócikk részben vagy egészben  a   Tara River Canyon című angol Wikipédia-szócikk ezen változatának fordításán alapul.  Az eredeti cikk szerkesztőit annak laptörténete sorolja fel. Ez a jelzés csupán a megfogalmazás eredetét és a szerzői jogokat jelzi, nem szolgál a cikkben szereplő információk forrásmegjelöléseként.